# CVE (Changeons notre Vision de l'Energie)
Pour les articles homonymes, voir CVE.
CVE (anciennement Cap Vert Énergie) est une holding française détenant une participation majoritaire dans des entreprises de production d'énergie renouvelable décentralisée : initialement des centrales solaires photovoltaïques et plus récemment des méthaniseurs et de l'hydroélectricité.

## Historique
L'entreprise est fondée en 2009 par Pierre de Froidefond, Christophe Caille et Hervé Lucas à Marseille. Initialement spécialisée dans le solaire, elle rachète en 2011 des projets de méthanisation et crée la filiale Cap Vert Bioénergie à partir des projets d'Enerfa, un des pionniers du secteur. 
En 2017, elle refinance 100 millions d'euros de dette bancaire auprès d'un groupe de banques françaises. La même année, elle ouvre une filiale aux États-Unis, un an près celle du Chili. En 2019, CVE fait partie de la première promotion de l'Accélérateur Transition Énergétique lancé par l'Ademe et Bpifrance. En 2022, l'entreprise se diversifie en acquérant Ecovalim, spécialiste de la collecte des biodéchets, alors que ses digestats sont déjà valorisés en engrais sous la marque Regener.

## Activités
CVE construit et exploite des centrales électriques à partir de différentes ressources renouvelables, notamment le solaire, mais elle se développe aussi dans le biogaz et la petite hydroélectricité. Elle propose aussi des solutions hybrides solaire-diesel permettant à des sites industriels ou commerciaux de réduire leur facture énergétique,. Elle vend directement son énergie aux consommateurs professionnels et collectivités. Elle a passé un partenariat avec le suisse Axpo pour étoffer son offre d'électricité verte.
En 2018, le groupe CVE indique disposer de 100 MW de capacité, dont 80 en France et 20 à l'étranger. La filiale CVE Chile, basée au Chili, déclare une capacité installée de 10,5 MW en 2018 et rachète alors 44 MW de projets à Solarpack. Le groupe est aussi actif aux États-Unis et en Afrique. Il réalise un chiffre d'affaires de 15,8 millions d'euros avec 110 salariés.

## Financement
L'entreprise est soutenue par le fonds d'investissement Green Energy Fund II.